# Rezerwat przyrody Pod Jelení studánkou
Rezerwat przyrody Pod Jelení studánkou (cz. Přírodní rezervace Pod Jelení studánkou) – rezerwat przyrody, znajdujący się w paśmie górskim Wysokiego Jesionika (cz. Hrubý Jeseník), w północno-wschodnich Czechach, w Sudetach Wschodnich, na Morawach, w pobliżu osady Karlov pod Pradědem, w powiecie Bruntál (cz. Okres Bruntál), położony na stokach góry Jelenka oraz stoku południowo-wschodnim góry Jelení hřbet.

## Charakterystyka

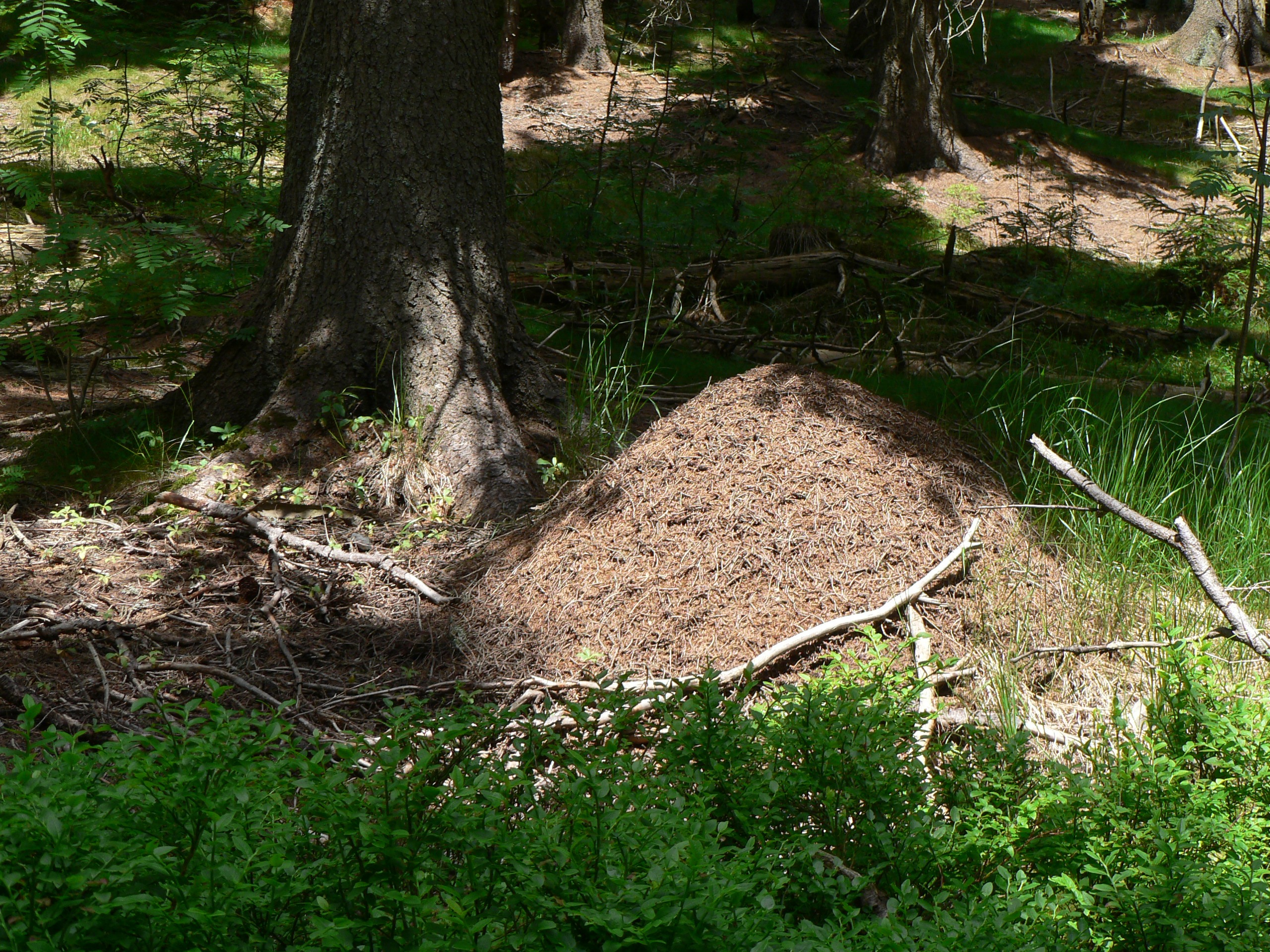
Jedno z mrowisk w rezerwacie przyrody Pod Jelení studánkou (2010 rok)

Rezerwat znajduje się w obrębie wydzielonego obszaru objętego ochroną o nazwie Obszar Chronionego Krajobrazu Jesioniki (cz. Chráněná krajinná oblast (CHKO) Jeseníky), a utworzonego w celu ochrony utworów skalnych, ziemnych i roślinnych oraz rzadkich gatunków zwierząt. Obszar ten położony jest w części (mikroregionie) Wysokiego Jesionika o nazwie Masyw Pradziada (cz. Pradědská hornatina). Rezerwat przyrody Pod Jelení studánkou położony jest na wysokościach (1085–1258) m n.p.m., ponieważ swoim zasięgiem obejmuje oprócz szczytu i części stoków góry Jelenka również część południowo-wschodniego stoku sąsiedniej góry Jelení hřbet. Rezerwat został utworzony 25 października 1989 roku i ma łączną powierzchnię, skorygowaną w listopadzie 2011 roku do 144,73 ha, a wraz ze strefą ochronną (buforową) – 306,61 ha. Rezerwat o unikalnej skali europejskiej został utworzony w celu ochrony znacznych skupisk mrowisk dominującego gatunku: mrówki smętnicy (łac. Formica lugubris) występujących na jego obszarze na glebach gliniastych i gliniasto–piaszczystych w otoczeniu górnoreglowej świerczyny sudeckiej. W rezerwacie stwierdzono występowanie około 2 tysięcy mrowisk, 10 gatunków mrówek, co daje średnie zagęszczenie około 20 gniazd na 1 hektar. Rezerwat i ochrona aktywnych gatunków mrówek ma istotne znaczenie w równowadze ekologicznej górskich terenów leśnych i przyczynia się do zwalczania niektórych gatunków owadów leśnych, będących szkodnikami. 

### Flora
Na glebach silnie zakwaszonych dominującym gatunkiem runa leśnego rezerwatu jest borówka czarna (Vaccinium myrtillus) oraz inne gatunki takie jak: trzcinnik owłosiony (Calamagrostis villosa), szczawik zajęczy (Oxalis acetosella) czy kosmatka olbrzymia (Luzula sylvatica). W drzewostanie rezerwatu najliczniejszym gatunkiem jest świerk pospolity (Picea abies), poza nim występuje, stanowiąc około 10% całego areału buk zwyczajny (Fagus silvatica) oraz jarząb pospolity (Sorbus aucuparia) i modrzew europejski (Larix decidua). Z rzadziej spotykanych bylin w rezerwacie występują m.in. takie gatunki jak: dzwonek brodaty (Campanula barbata), tojad sudecki (Aconitum plicatum), widłak jałowcowaty (Lycopodium annotinum) czy wroniec widlasty (Huperzia selago).

### Fauna
W 1947 roku przystąpiono do badań nad zaobserwowanymi w Wysokim Jesioniku skupiskami występujących tu mrowisk. Następnie w latach 1978–1982 przeprowadzono bardziej szczegółowe obserwacje poszczególnych gatunków mrówek. W południowej części głównego grzbietu tego pasma został odkryty duży kompleks gniazd  mrówki smętnicy, co było powodem utworzenia rezerwatu przyrody Pod Jelení studánkou oraz podjęcia działań w celu ochrony tego oraz innych gatunków mrówek tego obszaru. 
Do fauny rezerwatu, poza najliczniejszym gatunkiem mrówki smętnicy, należą m.in. wścieklica dorodna (Manica rubida), gmachówka cieśla (Camponotus herculeanus) czy (Formica lemani). W rezerwacie stwierdzono występowanie wielu gatunków ptaków, takich jak: włochatka zwyczajna (Aegolius funereus), dzięcioł czarny (Dryocopus martius), dzięcioł duży (Dendrocopos major), pierwiosnek (Phylloscopus collybita), mysikrólik zwyczajny (Regulus regulus), rudzik (Erithacus rubecula), płochacz pokrzywnica (Prunella modularis), strzyżyk zwyczajny (Troglodytes troglodytes), sosnówka (Periparus ater), pełzacz leśny (Certhia familiaris), czyż zwyczajny (Spinus spinus), gil zwyczajny (Pyrrhula pyrrhula), krzyżodziób świerkowy (Loxia curvirostra), zięba zwyczajna (Fringilla coelebs), pliszka siwa (Motacilla alba), świergotek drzewny (Anthus trivialis), drozd obrożny (Turdus torquatus), kruk zwyczajny (Corvus corax), głuszec zwyczajny (Tetrao urogallus), jarząbek zwyczajny (Tetrastes bonasia), orzechówka zwyczajna (Nucifraga caryocatactes) czy dzięcioł trójpalczasty (Picoides tridactylus).

## Turystyka

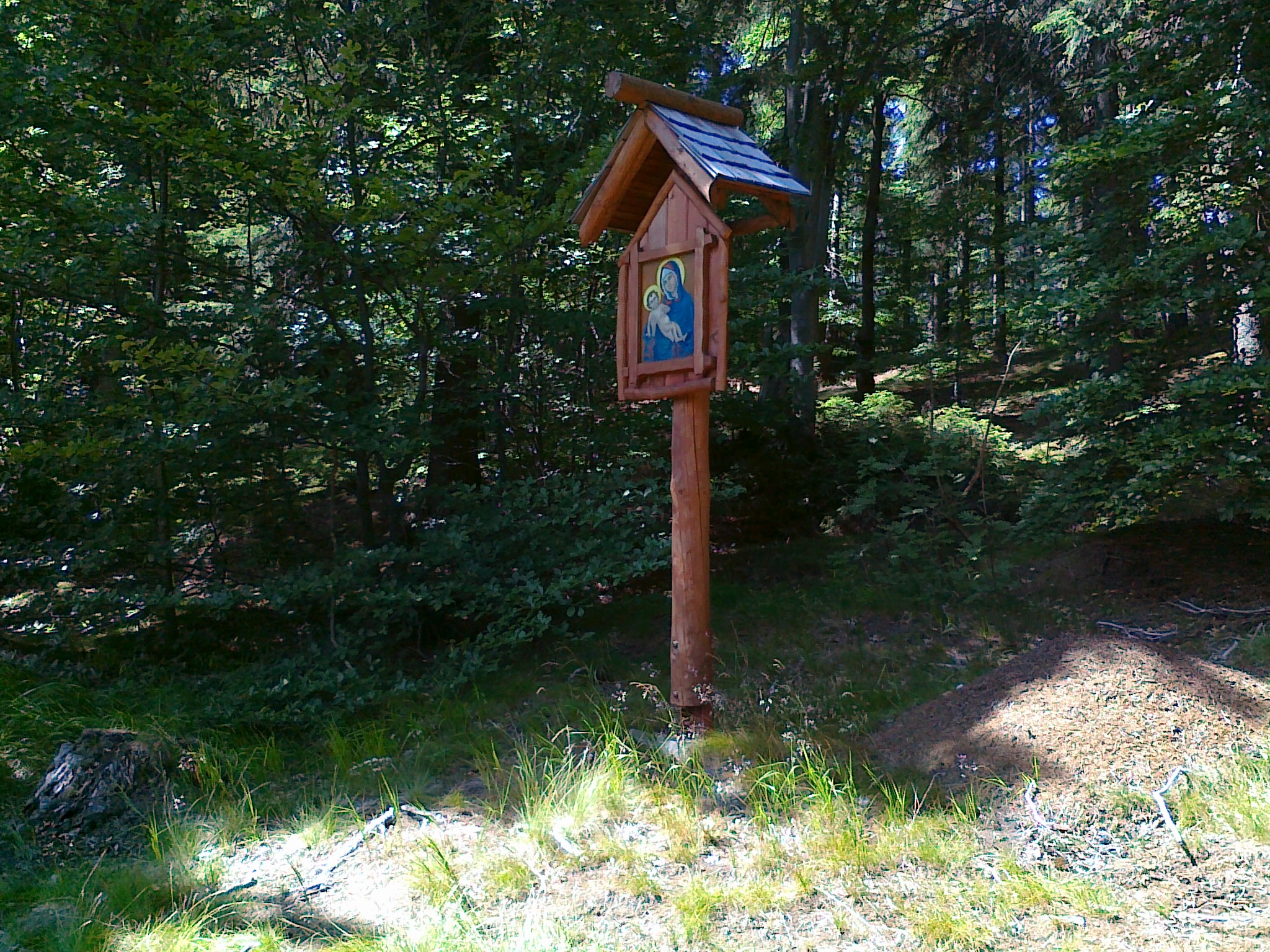
Obraz Matki Bożej z Dzieciątkiem przy wejściu do rezerwatu przyrody Pod Jelení studánkou (2019 rok)

Rezerwat jest udostępniony dla turystów biegnącymi po tej samej ścieżce dwoma szlakami turystycznymi: czerwonym  i żółtym . W rezerwacie nie wytyczono żadnej ścieżki dydaktycznej. Na obu szlakach turystycznych na przełęczy Sedlo Pod Jelení studánkou na obszarze rezerwatu znajduje się przystanek turystyczny o nazwie Pod Jelení studánkou, z podaną na tablicy informacyjnej wysokością 1203 m n.p.m.. Przy wejściu do rezerwatu, blisko skrzyżowania turystycznego Alfrédka postawiono przez pracowników lasów Republiki Czeskiej (cz. Lesy ČR s.p.) na słupku pod daszkiem obraz Matki Bożej z Dzieciątkiem. 

### Szlaki turystyczne i trasy narciarskie
Klub Czeskich Turystów (cz. Klub Českých Turistů) wytyczył w obrębie rezerwatu dwa szlaki turystyczne na trasach:
 Červenohorské sedlo – góra Velký Klínovec – przełęcz Hřebenová – szczyt Výrovka – przełęcz Sedlo pod Malým Jezerníkem – szczyt Malý Jezerník – góra Velký Jezerník – przełęcz Sedlo Velký Jezerník – schronisko Švýcárna – góra Pradziad – przełęcz U Barborky – góra Petrovy kameny – Ovčárna – przełęcz Sedlo u Petrových kamenů – góra Vysoká hole – szczyt Vysoká hole–JZ – szczyt Kamzičník – góra Velký Máj – przełęcz Sedlo nad Malým kotlem – góra Jelení hřbet – Jelení studánka – przełęcz Sedlo pod Jelení studánkou – góra Jelenka – góra Ostružná – Rýmařov
 Sobotín – Vernířovice – góra Špičák – Čertova stěna – góra Břidličná hora – Jelení studánka – góra Jelenka – przełęcz Mravenčí sedlo – Zelené kameny – Skřítek
W okresach ośnieżenia na obszarze rezerwatu można skorzystać z wyznaczonych wzdłuż szlaków turystycznych tras narciarstwa biegowego.